# John McCarthy
John McCarthy (n. 4 septembrie 1927, Boston, Massachusetts, SUA – d. 23 octombrie 2011, Stanford, California, SUA) a fost un informatician american, laureat al Premiului Turing în 1971 pentru contribuțiile aduse în domeniul inteligenței artificiale. El este cel care a propus termenul de inteligență artificială la conferința de la Dartmouth din 1956 și a inventat limbajul de programare LISP.

## Tinerețea și educația
John McCarthy s-a născut la Boston, Massachusetts în ziua de 4 septembrie 1927 în familia unui imigrant irlandez căsătorit cu o imigrantă evreică din Lituania, John Patrick și Ida Glatt McCarthy. Familia a fost obligată să se mute des în timpul Marii Crize Economice, până când tatăl lui McCarthy și-a găsit de lucru ca organizator pentru Amalgamated Clothing Workers din Los Angeles, California.
McCarthy a demonstrat de mic aptitudini deosebite pentru matematică; în adolescență, a învățat singur matematică studiind manualele universitare de la California Institute of Technology (Caltech). A fost, astfel, acceptat la Caltech după un an, și a trecut direct în anul trei la matematică.
Licențiat în matematică în 1948, McCarthy și-a continuat studiile la început tot la Caltech. Doctoratul în matematică l-a primit de la Universitatea Princeton în 1951, conducător de doctorat fiind Solomon Lefschetz.
McCarthy s-a căsătorit cu programatoarea și alpinista Vera Watson, care a murit în 1978 în tentativa de a escalada Annapurna I.

## Cariera și contribuțiile în informatică
După ce a lucrat o perioadă la Princeton, la Universitatea Stanford, la Dartmouth și la MIT, a devenit profesor universitar la Stanford în 1962, unde a rămas până când s-a pensionat la sfârșitul lui 2000. Înainte de a pleca de la MIT era deja denumit „Unchiul John”.
McCarthy a fost un susținător al logicii matematice pentru inteligența artificială. În 1958, a propus „sfătuitul” (în engleză advice taker), un program care a inspirat și alte eforturi de programare logică și răspuns automat la întrebări. Pe la 1959, a inventat conceptul de garbage collection pentru rezolvarea problemelor de alocare de memorie în LISP. Bazat pe calculul lambda, LISP a devenit rapid limbajul de programare preferat pentru aplicații de IA după ce a fost publicat de McCarthy în 1960. El a ajutat la crearea lui Project MAC la MIT, dar a plecat de la MIT la Universitatea Stanford în 1962, unde a contribuit la înființarea laboratorului de IA, mulți ani un „rival” al lui Project MAC.
În 1961, a fost primul care a susținut în public (într-un discurs ținut cu ocazia centenarului MIT) că tehnologia de partajare a cuantelor de timp de procesor va duce la un viitor în care puterea de calcul și chiar aplicațiile distincte se vor putea vinde prin modelul de business al utilităților (cum ar fi apa sau electricitatea). Ideea unei utilități informatice era foarte populară la sfârșitul anilor 1960, dar a dispărut prin anii 1990. După 2000 însă, ea a reapărut în forme noi (grid computing, cloud computing.)
Între 1978 și 1986, McCarthy a dezvoltat metoda circumscripției în domeniul raționamentelor nemonotone.
În 1982 se pare că el a venit cu ideea unei „fântâni spațiale” (o formă de „ascensor spațial”), care a fost apoi analizată de Roderick Hyde.
McCarthy a comentat adesea problemele de actualitate pe forumurile Usenet. Unele din ideile lui se pot găsi pe pagina sa de web despre sustenabilitate, al cărui scop este cel de a „arăta că progresul material uman este dezirabil și sustenabil”.
Povestirea sa „The Robot and the Baby” scrisă în 2001 a explorat detașat întrebarea dacă roboți ar trebui să aibă (sau să simuleze) sentimente, și a anticipat aspecte ale culturii Internetului și ale rețelelor sociale devenite evidente în deceniul ce a urmat.